# Orthomerus
Orthomerus is een geslacht van plantenetende ornithischische dinosauriërs, behorend tot de groep van de Euornithopoda, dat tijdens het late Krijt leefde in het gebied van het huidige Europa. Resten van Orthomerus zijn ook aangetroffen in België en Nederland.

## Vondst en naamgeving
In 1883 benoemde de Britse paleontoloog Harry Govier Seeley de typesoort Orthomerus Dolloi. De geslachtsnaam is afgeleid van het Klassiek Griekse ὀρθῶς (orthoos), "recht", en μέρος (meros), "dijbeen". De soortaanduiding eert de Frans/Belgische paleontoloog Louis Dollo en wordt tegenwoordig zonder hoofdletter gespeld, dus als dolloi. Dollo voerde in 1882 opgravingen uit bij het Belgisch Limburgse Zichen, een grensplaatsje nabij Maastricht en verwierf daarbij van steenwerkers twee losse hadrosauride staartwervels. In 1883 beschreef hij deze maar benoemde ze niet, de eer aan Seeley gunnend een nieuwe soort te benoemen op basis van eerder gevonden materiaal.
Het typespecimen, bestaande uit de reeks syntypen BMNH 42954-57, was in augustus 1882 tijdens een bezoek aan Londen door Dollo aangetroffen in de collectie van Jacob Gijsbertus Samuël van Breda die in 1871, na diens dood, door het British Museum of Natural History aangekocht was. De fossielen zijn waarschijnlijk tussen 1820 en 1865 gevonden in de gangen van de mergelgroeven van de Sint-Pietersberg bij Maastricht, in een laag van de Maastrichtformatie die dateert uit het laatste Maastrichtien, ongeveer 66 miljoen jaar oud. Ze bestaan uit een rechterdijbeen (NHMUK R 42955) en een linkerdijbeen (NHMUK R 42956) van een jong dier; Seeley wees in 1883 ook een los scheenbeen (NHMUK R 42954) en een stuk middenvoetsbeen (NHMUK R 42957), wellicht het derde van de linkervoet, als syntype toe. In 1888 voegde Richard Lydekker er nog een staartwervel aan toe. Kleinere fragmenten uit de formatie, ook uit België, zijn later aan de soort toegewezen. Orthomerus wordt weleens ten tonele gevoerd als "Nederlandse dinosauriër", tezamen met Betasuchus. In België heeft de soort veel minder aandacht gekregen.
De Belgische vondsten omvatten mede een linker derde middenvoetsbeen, NHMM 1996001, ontdekt door J.H. Kuypers bij Eben Emael, waar eveneens een groter rechter middenvoetsbeen is verzameld, NHMM RD 241, en een tand uit de rechtermaxilla, de bovenkaak, NHMM 1999012 gevonden door E. Croimans.

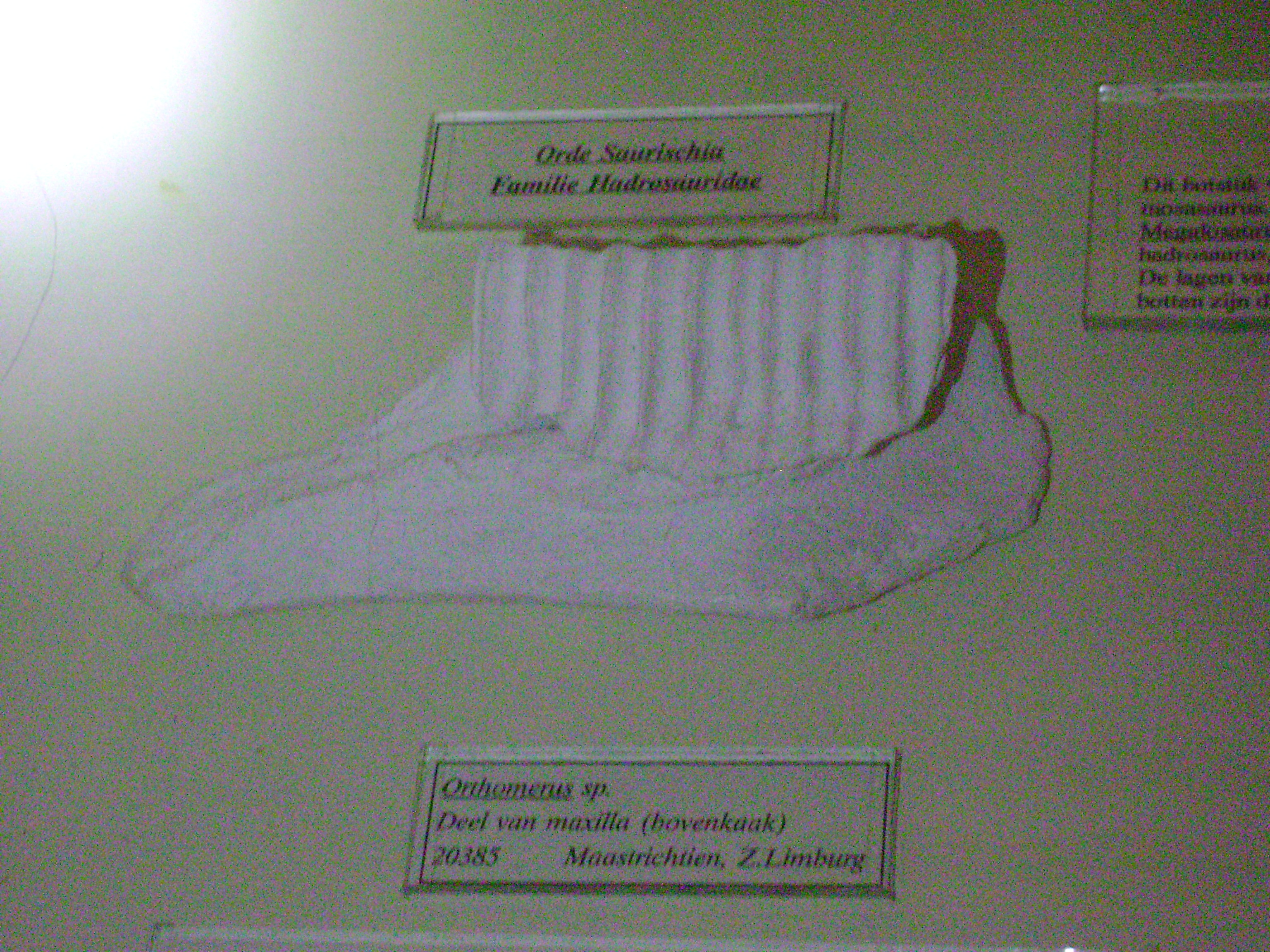
TM 20385, een gipsafgietsel van een stuk bovenkaak

De latere Nederlandse vondsten omvatten allereerst twee staartwervels die nog in de negentiende eeuw opdoken. Een tweede gedeeltelijk skelet, uit een laag vlak onder de Krijt-Paleogeengrens toen alle grote dinosauriërs uitstierven, is in september 1967 ontdekt in de Ankerpoort-Curfsgroeve bij Geulhem door L. de Heer; het bestaat uit een gedeeltelijk linkerdijbeen, MND K 21.04.003, een linkerscheenbeen, MND K 21.04.004, en een linkerkuitbeen, MND K21.04.005, alle vermoedelijk van één individu. Later zijn nog OGP 0196 and OGP 2111 gevonden, twee fragmenten van de ledematen. Een andere vondst, NHMM 2002067, een gedeeltelijk scheenbeen, lijkt niet tot dezelfde soort te behoren als de andere fossielen, wat suggereert dat er twee soorten hadrosauriden in de formatie voorkomen. In een groeve bij Bemelen is een gedeeltelijk rechterdentarium van de onderkaak aangetroffen, NHMM 198027, dat echter alle tanden verloren had. Er zijn echter wel geïsoleerde tanden gevonden: NHMM 1997274 door J. Vollers bij Sibbe en een tand uit de linkeronderkaak, NHMM RD 214, uit Berg en Terblijt, waar nog een tand uit de onderkaak is verzameld: NHMM RN 28. In het Teylers Museum te Haarlem wordt een gedeeltelijk rechteropperarmbeen tentoongesteld, TM 11253.
In 1984 werd de soort door de Nederlandse geoloog Eric Mulder toegewezen aan Telmatosaurus als een Telmatosaurus dolloi maar de naam Orthomerus dolloi wordt meer in de literatuur gebruikt juist omdat het meestal als een nomen dubium beschouwd wordt: het materiaal is eigenlijk te slecht om basis te kunnen zijn van een identificatie met andere vondsten, mede gezien de mogelijkheid dat er meer hadrosauriden het leefgebied bewoonden. Daarbij zou bij een identiteit met Telmatosaurus het geslacht Orthomerus moeten heten want die naam is eerder benoemd en heeft dus prioriteit. Franz Nopcsa trok die consequentie al in 1915 en hernoemde de typesoort van Telmatosaurus, Telmatosaurus transsylvanicus, tot een Orthomerus transsylvanicus. Als Orthomerus een nomen dubium is, zou die hernoeming hoe dan ook overbodig zijn; tegenwoordig is er ook een sterke trend in de paleontologie iedere soort zijn eigen geslacht te geven. In 1915 hernoemde Nopcsa ook een tand, in 1892 door Edward Tully Newton benoemd als Iguanodon hillii, tot Orthomerus hillii. Dit wordt tegenwoordig gezien als een nomen dubium.

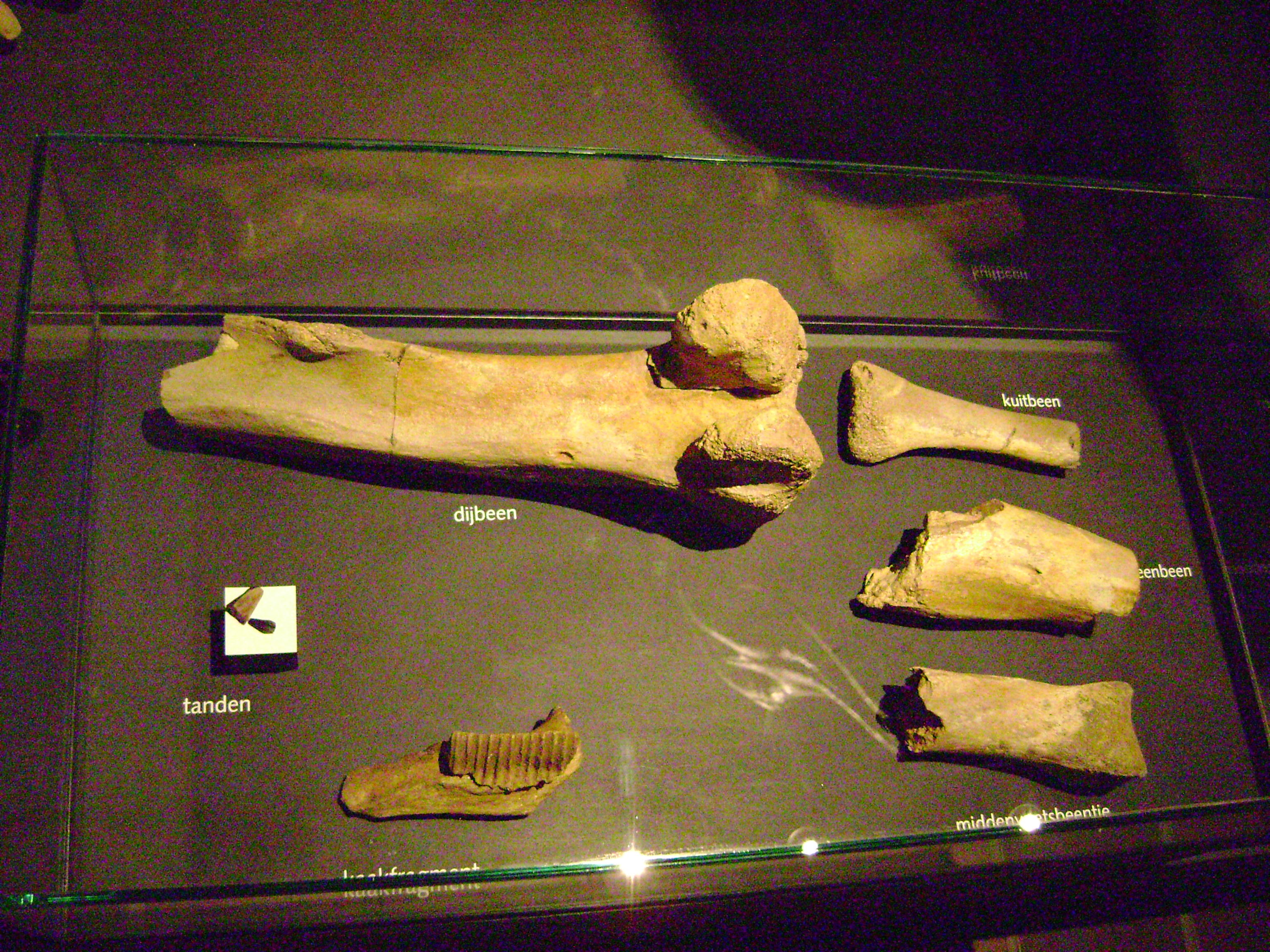
Toegewezen elementen

In het midden van de twintigste eeuw werden veel hadrosauroïde vondsten uit het Krijt van Europa aan Orthomerus toegewezen; deze brengt men tegenwoordig meestal bij Telmatosaurus onder.
In 1945 benoemde Anatoli Nikolajewitsj Rjabinin een stel achterpoten in 1934 door G.F. Weber bij Inkerman op de Krim bij de Besj-Kosj gevonden als Orthomerus weberi. De resten komen uit een mariene afzetting uit het Maastrichtien. In 1995 emendeerde Lev Nesov de soort tot Orthomerus weberae daar Weber een vrouw was. Of er werkelijk een verband bestaat met O. dolloi is dus twijfelachtig; het gaat om een niet nader te bepalen euornithopode. In 2020 werd dit het aparte geslacht Riabininohadros.
In 2019 werd de osteologie opnieuw beschreven. Daarbij werd het rechterdijbeen, specimen NHMUK R 42955, aangewezen als lectotype. Het linkerdijbeen bleek van een kleiner individu te zijn. De andere vondsten uit Londen werden de paralectotypen. Specimina MND K 21.04.003–005 werden aan de soort toegewezen.

## Beschrijving
Van Orthomerus dolloi kan gezien de beperkte resten weinig met zekerheid gesteld worden. Het rechterdijbeen, het lectotype is een halve meter lang, wat duidt op een dier van vier meter lengte. Het linkerdijbeen is van een dier dat een vijfde korter was. Vermoedelijk had Orthomerus, net als al zijn verwanten, krachtige achterpoten, een hoge horizontale staart, kleine voorpoten en een langwerpige kop met vele aaneengesloten tanden waarmee planten gekauwd konden worden.
In 2019 konden geen autapomorfieën, unieke afgeleide eigenschappen. worden vastgesteld. Evenmin is er een unieke combinatie van kenmerken te vinden op basis van het lectotype alleen. Dat zou Orthomerus een nomen dubium maken. Bij het kleinere dier is de voorste groeve tussen de onderste gewrichtsknobbels niet overgroeid, bij het lectotype wel. Dat kan een gevolg zijn van rijping en is een patroon dat bij meerdere hadrosauroïden wordt aangetroffen.

## Fylogenie
Orthomerus is aan verschillende groepen toegewezen: de Trachodontidae, Protrachodontidae, Iguanodontidae en de Prohadrosaurinae. Tegenwoordig wordt meestal aangenomen dat het een lid van de Hadrosauridae betreft. In 2019 werd een exacte kladistische analyse uitgevoerd. De resultaten daarvan waren wat onzeker, gegeven het beperkte materiaal. Het leek echter duidelijk dat Orthomerus een lid was van de Hadrosauroidea. Het was waarschijnlijker dat de soort een basale positie had nabij Gilmoreosaurus en Bactrosaurus in de stamboom, buiten de Hadrosauridae, maar het kon ook weer niet uitgesloten worden dat Orthomerus daar toch toe behoorde.